# Emberiza koslowi
El escribano tibetano (Emberiza koslowi) es una especie de ave paseriforme de la familia Emberizidae endémica de las montañas al este de la meseta tibetana, en Asia.
Su nombre específico hace referencia al explorador ruso Pyotr Kozlov.

## Descripción
El macho tiene el píleo negro y listas superciliares blancas en contraste con la fraja negra que atrabiesa todo su rostro, mientras que su garganta es blanca. Su dorso es de tono castaño. Presenta una mancha en forma de media luna en la parte superior del pecho y el resto de partes inferiores son grises. La hembra por su parte es mucho más apagada con tonos castaños en las partes superiores y gris en las inferiores, con listas supericiliares y bigoteras difusas blancas.

## Comportamiento
La estructura del nido con techado circular es única entre los escribanos, Emberizinae, que tienen estructuras de nidos abiertas. La puesta es de 3 a 4 huevos.
Se alimentan de granos durante el invierno, y de insectos, tales como mariposas, saltamontes y escarabajos, durante el verano.
Sus principales depredadores son los halcones, búhos y mamíferos tales como zorros, comadrejas y tejones.